# Joan Guinjoan
Joan Guinjoan Gispert (Riudoms, Tarragona; 28 de noviembre de 1931-Barcelona, 1 de enero de 2019) fue un pianista y compositor español.

## Biografía
Comienza sus estudios musicales con el maestro Fructuós Piqué en Reus, para continuarlos posteriormente en el Conservatorio Superior de Música del Liceo de Barcelona, donde se forma con el maestro Alexandre Ribó. En 1953 empezó a dar recitales de piano y en 1954 se instaló en París, donde debutó como pianista en la École Normale de Musique, completando su formación pianística en la Escuela de Cortot. También estudió composición, orquestación y electroacústica. Sus labores como pianista de cafés y cabaréts le hicieron entrar en contacto con la música ligera, los ritmos afros y el jazz, experiencias que dejaron huella en su música años más tarde.  Posteriormente, amplió sus estudios con Cristòfor Taltabull.
Guinjoan ha dirigido prestigiosas orquestas de Europa y América y ha recibido diversos premios. Fue finalista del Premio Mundial del Disco IRCA (Nueva York) y ha desarrollado labores de crítico musical en el Diario de Barcelona y de asesor para instituciones como el Instituto Municipal de Educación de Barcelona. Fue director del Centro de Difusión y Documentación de la Música Contemporánea de Barcelona.
Entre 1989 y 1992 compuso su única ópera. Titulada Gaudí, trata sobre la vida del célebre arquitecto Antoni Gaudí. Esta ópera en dos actos, cuyo libreto es de Josep Maria Carandell, sigue un hilo cronológico entre los años 1894 y 1926.
El fondo personal de Joan Guinjoan se conserva en la Biblioteca de Catalunya.

## Reconocimientos
Guinjoan ha obtenido numerosos premios; entre los más importantes figuran los nombramientos como Chevalier des Arts et des Lettres en 1981 y Officier des Arts et Lettres en 1990 por el gobierno francés. También en 1990 ganó el Premio Nacional de Música, y en 1999 le fue concedida la Cruz de Sant Jordi. El 29 de octubre de ese mismo año fue investido doctor honoris causa por la Universidad Rovira i Virgili y nombrado profesor residente en la Universidad de Santa Bárbara, Estados Unidos. En 2004, fue galardonado con el V Premio Iberoamericano de la Música Tomás Luis de Victoria, considerado el equivalente al Cervantes de la música culta.

## Actividad musical
En 1957 consigue el triunfo en un concurso de piano convocado por Juventudes Musicales Españolas, lo que le lleva a realizar una gira de catorce recitales por todas España. En esta época alcanzó grandes éxitos como pianista, especialmente en tierras canarias, donde interpretó en 1960 el Tercer Concierto de Beethoven con la Orquesta de Cámara de Canarias y estrenó este mismo año una Suite para piano compuesta por él mismo en el Teatro Pérez Galdós de Las Palmas. 
En la década de 1960 abandonó paulatinamente su carrera como concertista de piano tras más de 250 recitales, y comenzó a enfocar su carrera en la dirección de orquesta y la composición, para lo cual regresó a España y amplió sus estudios de composición y fuga con el maestro Cristòfor Taltabull en Barcelona. En 1962 volvió a trasladarse a París para seguir con sus estudios de composición en la Schola Cantorum bajo la dirección de Pierre Wissmer, y estableció contacto con la Electroacústica con Jean-Etienne Marie en los Estudios de la ORTF y escuchando la obra de los grandes maestros de la vanguardia europea.
En 1965, ya de vuelta en Barcelona definitivamente, y tras haber establecido este contacto musical con la vanguardia, en 1964, fundó con Juli Panyella el conjunto Diabolus in Música, uno de los grupos españoles pioneros en el estreno y a la divulgación de la música de vanguardia del siglo XX, el cual contó con músicos de la talla de Josep María Alpiste, Josep María Brotons, Josep Colom, Gerard Claret, Lluís Claret Anna Ricci.
Los años 70 suponen para Guinjoan la eclosión definitiva como compositor, estrenando obras como el ballet Los cinco continentes, la pieza orquestal Ab Origine, Música para violonchelo y orquesta, El diari o Magma.
Fue profesor de composición de Anna Bofill Levi.
Fue director invitado en numerosas ocasiones de la Orquesta Ciudad de Barcelona (actual OBC), para montar programas siempre en torno a la creación musical contemporánea, donde tuvo oportunidad de estrenar obras propias.
En los años 80, su prestigio como crecía a la par que su madurez compositiva, estrenando obras de música de cámara como el Trío per archi o el Passim Trio (estrenados por el Trío de Cuerdas de París y el Trío de Barcelona, respectivamente), así como su Homenaje a Carmen Amaya, interpretado en su estreno en Tolouse por la agrupación Percusiones de Estrasburgo.
En la década de los 90 recibe uno de los grandes encargos de su carrera  por parte de la "Olimpiada Cultural": la composición de una gran ópera que habría de estrenarse durante los Juegos Olímpicos de Barcelona 1992. A pesar de los enormes esfuerzos del compositor para adentrarse en el lenguaje operístico (lo cual supuso un gran reto para él al no estar del todo familiarizado con el género) y de tener la obra lista en 1992, el estreno no pudo llevarse a cabo hasta años después. 
El 3 de noviembre de 2004, finalmente estrenó en el Gran Teatro del Liceo de Barcelona, la ópera Gaudí, con libreto de Josep Maria Carandell.
El 3 de noviembre de 2011 el Auditorio Nacional de Madrid acogió un concierto de homenaje a su figura, en ocasión de su 80.º aniversario.

## Obras
A continuación se listan las obras de Guinjoan por orden cronológico a partir del catálogo elaborado por el musicólogo José Luis García del Busto:
- Suite moderna (1960). Dedicada a José Iturbi.
- Sinfonía de la imperial Tarraco (1961)
- Preludio n.º 1, para piano (1961)
- Preludio n.º 2, para piano (1961)
- Momentos n.º 1, para piano (1961). Dedicado a Rosa Sabater.
- Fantasía en do, para piano (1961)
- Escenas de niños (1961)
- Ensayo a dos voces, para piano (1962)
- El pinell de Dal, para piano (1962)
- Chez García Ramos, para piano (1962)
- Temptació, para voz y piano (1963)
- Scherzo y trío, para piano (1963)
- Núvols, para voz y piano (1963). Texto de E. Roig.
- Peixos bermells, para voz y piano (1963). Texto de E. Roig.
- Raig de lluna, para voz y piano (1963). Texto de E. Roig.
- Preludio n.º 3, para piano (1963)
- Concierto para piano y orquesta de cámara (1963)
- Jour jusqu'au sang (1964)
- Fantasía para clarinete y piano (1964)
- Cant espiritual indi, para voz y piano (1964)
- Río profundo, para dos voces y piano (1964) Texto del espiritual negro Deep river.
- Escenas de niños, para clarinete y piano (1964)
- Trois mouvementes pour piano, clarinette et percussion (1965)
- Tríptico para quinteto de viento (1965)
- Tres petites peces (1965). Homenaje a Cristòfor Taltabull.
- Miniaturas (1965)
- Puntos cardinales (1966)
- Células n.º 1, para piano (1966)
- Células n.º 2 (1966)
- Punts cardinals para coro mixto y orquesta (1966). Texto de Joan Guinjoan.
- Les mosques (1968). Música incidental.
- Monólogo de Orestes para clarinete (1968). Fragmento de la música incidental para Les mosques.
- Los cinco continentes, ballet (1968)
- Dynamiques-Rythmes, para ondas martenot (1968)
- Cinco estudios para dos pianos y percusión (1968)
- Células n.º 3, para piano (1968, rev. 1992)
- Tres piezas para clarinete solo (1969)
- Suite sinfónica del ballet Los cinco continentes (1969)
- Pentágono, para violonchelo y piano (1969)
- Musica intuitiva (1969)
- Fragmento (1969)
- Dueto para violonchelo y piano (1970)
- Bi-tematic, para cuarteto de cuerdas (1970)
- Magma (1971)
- La rosa dels vents, para coro mixto y orquesta (1971, revisada en 1978)
- Tensió-Relax para percusión (1972)
- Retaule, para violín y piano (1972)
- Diagramas (1972). Premio de composición Ciudad de Barcelona en 1972.
- Tríptic de Setmana Santa, para voz y piano (1973). Texto de Salvador Espriu.
- Hommage à Rimbaud (1973)
- Improvisación I (1973)
- Ab origine, para orquesta (1974)
- Trama, para orquesta (1975, revisada en 1983). Premio de Composición Reina Sofía de la Fundación Ferrer Salat, 1983.
- Música para violonchelo y orquesta (1975, revisada en 1980)
- Acta est fabula, para voz y conjunto instrumental (1975). Texto de Marco Aurelio. Encargo de RNE.
- Cadenza para violonchelo (1975)
- Variorum (1976)
- Retorn a Catalunya, para coro mixto a capela (1976). Texto de Josep Carner.

- Per l’Esperança, para voz sola (1976)
- Duel, para dos guitarras (1976)
- Dígraf, para piano (1976). Encargo de Jean-Pierre Dupuy.
- Tzakol, para orquesta (1977). Encargo de la Orquesta Nacional de España.
- Magic (1977)
- Koan 77 (1977)
- El diari, para voz y conjunto instrumental (1977). Texto de Josep María Espinás. Encargo de Solar Vórtices.
- Mŕgic 1977
- Ambient n.º 1, para cuerdas (1977)
- Phobos, para ondas Martenot, piano y percusión. (1978)
- La rosa dels vents, para coro mixto y orquesta. (Segunda versión, 1978). Premio de composición Ciudad de Barcelona en 1978.
- G.I.C. 1978 (1978). Encargo del Grup Instrumental Català.
- Divagant, para piano (1978). Encargo de Rafael Orozco.
- Cadenza (1978)
- Puzzle, para clarinete, violonchelo y piano (1979)
- Prisma , para piano, vibráfono y marimba (1979)
- Phrase, para guitarra (1979)
- Jondo, para piano (1979). Encargo del Ministerio de Cultura y Comunicación francés.
- G.I.C. 1979 (1979). Dedicado al Grup Instrumental Català.
- Neuma, para flautas traveseras (un intérprete) (1980)
- Microtono para violín, viola o violonchelo solista (1980)
- Horitzó, para contrabajo (1980)
- Croquis (1980). Conjunto instrumental libre y sintetizador.
- Au revoir, Barocco, para piano (1980)
- Tensión, para violín (1981)
- Trio per archi (1982)
- Foc d'aucell, para coro mixto y orquesta (1982)
- Diferencias (1983)
- Concierto n.° 1 para piano y orquesta (1983). In memoriam Ernest Lluch.
- Vectoriel, para trompa, dos trompetas, trombón y tuba (1985)
- Música para 11 (1985)
- Contrapunto alla mente (1985). Improvisación para un grupo indeterminado de intérpretes. Con Jean-Pierre Dupuy y August Puig.
- Homenaje a Carmen Amaya (1986)
- Concerto n.° 1 para violín y orquesta (1986)
- Nocturno (Una página para Rubinstein), para piano (1987) Encargo de la Fundación Isaac Albéniz en el Centenario de Rubinstein.
- In tribulatione mea invocavi dominum, para coro mixto y orquesta (1987). Encargo de la XXVI Semana de Música Religiosa de Cuenca. Dedicado a Pietat Homs.
- Résonances (1988)
- Passim Trío, para violín, violonchelo y piano (1988)
- Concierto para fagot y conjunto instrumental (1989)
- Concierto para guitarra y orquesta (1990)
- Trencadis, para orquesta (1991)
- Gaudí, ópera en dos actos (1989-1992). Encargo de la Olimpiada Cultural de Barcelona (OCSA). Dedicada a Monique Gispert de Guinjoan, esposa del compositor
- Dúo para violín y piano (1992)
- Nexus, para orquesta (1993)
- Aniversari, para violín y violonchelo (1993)
- On són, oh mar, els déus i llurs imatges?, para voz y piano (1993)
- Cadenza en homenaje a Mompou (1993)
- Trencadís (1994). Fragmento sinfónico del ballet, tomado de su ópera Gaudí
- Flamenco, tres piezas para dos pianos (1994)
- Canto arcaico, para voz y percusión (1994)
- Recordant Albéniz, para piano (1995)
- Barcelona 216, para flauta, oboe, clarinete, percusión, piano, violín, viola y violonchelo (1995)
- Variaciones sobre el tema Cuncti simus concanentes para salterio o vibráfono (1996)
- Elegía (Monodía) para violonchelo (1996)
- Cielo vacío, para guitarra (1996)
- Self-Paráfrasis, para violín, viola, violonchelo y piano (1997). Dedicado a Enrique Franco.
- Sinfonía n.º 2 Ciutat de Tarragona (1998). Dedicada a Montserrat Icart.
- Pantonal, divertimento para orquesta (1998). Homenaje a la Orquesta de Cadaqués. Dedicado a Isabel Guinjoan Cambra, nieta del compositor.
- Bi-temàtic, versión revisada (1998)
- Fanfarria (1999). Encargo de la Orquesta Sinfónica de Barcelona y Nacional de Cataluña.
- Autógrafo, para piano (1999)
- Díptico para 8 violonchelos (2000). Dedicado a Jacques Bernaerd.
- Sintonía Gaudí (2002). Sobre un motivo de la opera Gaudí para carrillón.
- Archipielago, suite para orquesta (2002)
- Verbum (genoma in música), para piano (2003)
- Concierto para clarinete y orquesta (2004). Encargo de la OBC.
- Recordant Homs, “Soliloqui per la ma esquerra”, para piano  (2005)
- Cuarteto n.º 1 (2006). Dedicado a la villa de Riudoms.
- Tempo Breve (2006). Encargo de la Diputación Provincial de Jaén y del CDMC.
- Sonidos de la Tierra para acordeón (2007)
- Arrels para cobla (2008)
- Tres secuencias para clarinete bajo (2009)
- Sinfonía n.º 3. “Sincrotró-Alba” (2009)